# Каммингс, Эверальд
Эверальд Каммингс (англ. Everald Cummings; род. 28 августа 1948, Порт-оф-Спейн) — футболист NASL и сборной Тринидада и Тобаго по футболу.

## Карьера футболиста
Начинал играть в футбол Каммингс в родной стране. В 1967 году ему удалось попасть в команду NASL, «Атланта Чифс» за которую он выступал в течение трех лет.
В 1972—1973 гг. Каммингс играл в одной из сильнейшей и популярной команды США того времени «Нью-Йорк Космос». Некоторое время в соседней Мексике за «Веракрус».
Считался одним из сильнейших футболистов Тринидада и Тобаго того времени. За национальную сборную провел 21 игру и забил 5 мячей.

## Карьера тренера
За свою карьеру, Каммингс дважды возглавлял сборную страны. В первый раз ему почти удалось вывести Тринидад и Тобаго на ЧМ-1990, но в решающей игре за право выхода на турнир тринидадцы уступили сборной США 0:1. После этой неудачи тренер был отправлен в отставку
Во второй раз Каммингс некоторое время работал с «сокой уориорз» в 1993 году.

## Награды
Получил награду к 90-летию федерации футбола Тринидада и Тобаго за выдающийся вклад в футбол. В начале 2000-х вошёл в список 100 лучших спортсменов страны в XX веке.